# Anti World Tour
La Anti World Tour fue la séptima gira de conciertos de la cantante barbadense Rihanna, realizada con el fin de promocionar su octavo álbum de estudio Anti. La gira fue anunciada el 23 de noviembre de 2015 a través de su cuenta de Twitter. Empezó en Jacksonville, Estados Unidos, el 12 de marzo de 2016 y terminó en Abu Dabi, capital de los Emiratos Árabes Unidos, el 27 de noviembre de 2016.

## Antecedentes
Tras el lanzamiento de su séptimo álbum de estudio, Unapologetic (2012) y su quinta gira de conciertos, Diamonds World Tour, Rihanna fue en un hito. Entre 2005 y 2012, Rihanna lanzó o relanzó al menos un álbum por año. Sin embargo, en 2013, Rihanna dio un paso atrás en la música y no dio a conocer un nuevo álbum en ese año o el siguiente. En vez de esto Rihanna optó por participar en otras actividades, como protagonista en la película de animación en 3D titulada Home, junto a Jim Parsons, Steve Martin y Jennifer Lopez, además de producir ejecutivamente la banda sonora de la película.
En noviembre de 2015, se anunció que Rihanna había firmado un contrato de $25 millones con Samsung, no sólo para promover la línea de productos Galaxy de Samsung, también para patrocinar la publicación de Anti y promocionar su gira. El 23 de noviembre de 2015, Rihanna anunció que saldrá de gira con el "Anti World Tour". El inicio de la gira estaba previsto para el 26 de febrero de 2016 en el SAP Center de San José.
El 18 de febrero, la cantante comunicó que pospondría el inicio de la gira hasta el 12 de marzo en el norte de Florida. De paso, ese mismo día aprovechó para informar a su público que los conciertos programados para el mes de junio en Cardiff y Sunderland serían cancelados debido a decisiones médicas.
El tour patrocinado por Samsung comenzó en marzo de 2016, con Travis Scott como acto de apertura en América del Norte, y Big Sean y DJ Mustard en fechas europeas seleccionadas.

## Controversias

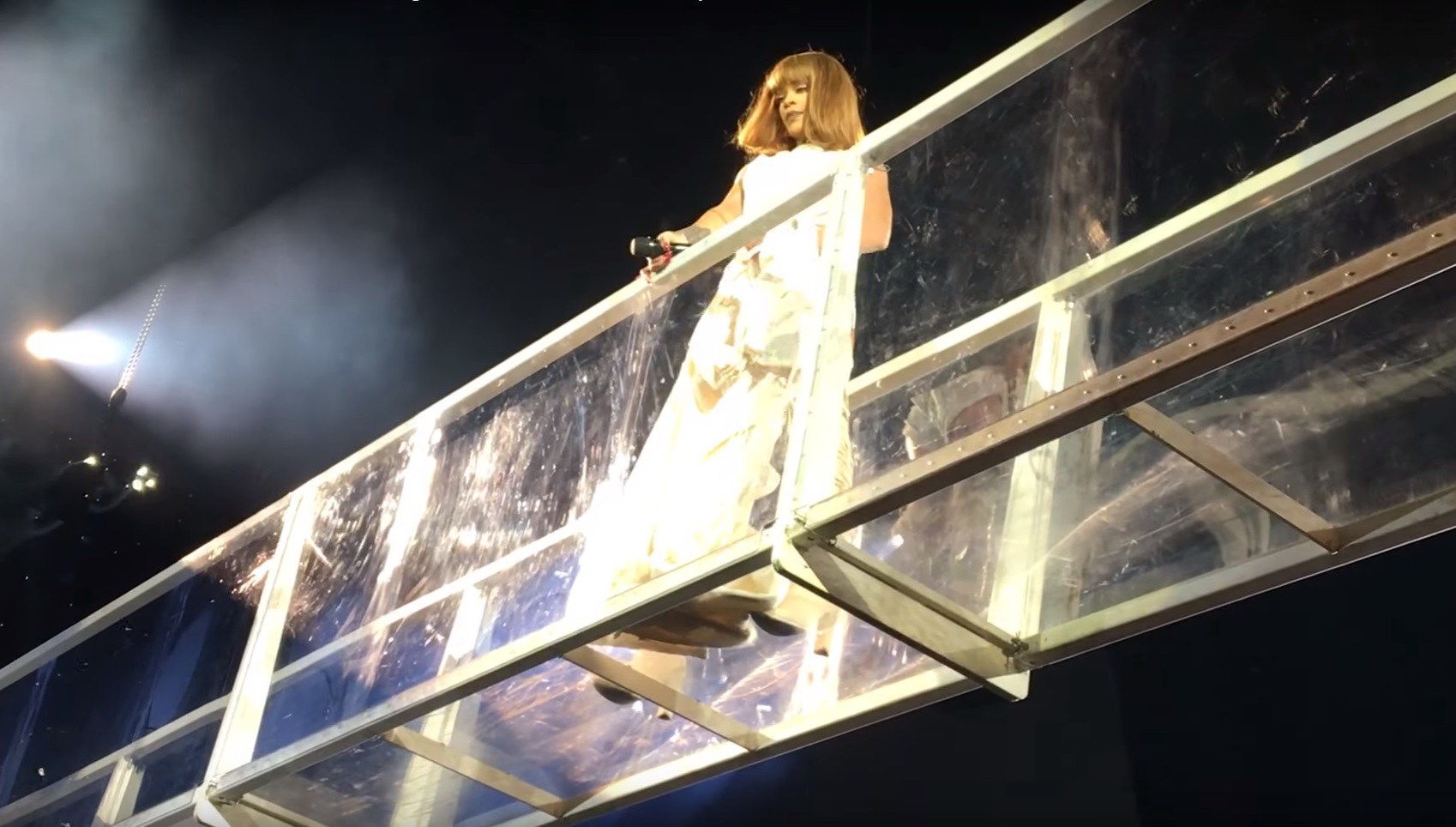
Rihanna presentándose en Frankfort del Meno.

### Asistencia en Londres
Rihanna interpretó sus mayores éxitos el 24 de junio de 2016 en el Estadio de Wembley en la ciudad de Londres. El evento ya colgaba el cartel de sold-out o vendido, en español. Sin embargo, muchos de los asistentes al evento musical se dieron cuenta de que el Wembley Stadium, el segundo estadio con más capacidad de toda Europa tras el Camp Nou barcelonés, con más de 90.000 asientos, estaba muy vacío para ser un concierto donde no quedaban más entradas disponibles. Muchos periódicos se hicieron eco de este hecho, criticando a la barbadense. Los asistentes también mostraron su descontento en la plataforma social Twitter pues se esperaban mucha más asistencia en el estadio lo cual les causaría un gran impacto visual, que al final no se acabó dando.
A raíz de estos hechos y la baja venta de entradas en algunos de los siguientes eventos programados en la gira, la cantante junto a su equipo decidió trasladar sus conciertos en Praga, Viena y Berlín, los cuales iban a ser realizados en estadios de fútbol con capacidad de entre 30,000 y 50,000 espectadores a estadios cubiertos con capacidad para 15,000 personas.

## Actos de apertura
Primera Etapa: Norteamérica
- Travis Scott  - (12 de marzo de 2016 - 18 de mayo de 2016)

Segunda Etapa: Europa
- Big Sean - (17 de junio de 2016 - 16 de agosto de 2016)
- DJ Mustard - (17 de junio de 2016 - 16 de agosto de 2016)
- Alan Walker - (17 de junio de 2016 - 16 de agosto de 2016)

## Repertorio
1. «Stay»
2. «Love the Way You Lie (Part II)»
3. «Woo» / «Sex with Me»
4. «Birthday Cake»
5. «Pour It Up» / «Numb»
6. «Bitch Better Have My Money»
7. «Pose»
8. «Goodnight Gotham» (Interlude)
9. «Consideration»
10. «Live Your Life» / «All of the Lights» / «Run This Town»
11. «Umbrella»
12. «Desperado»
13. «Man Down»
14. «Rude Boy»
15. «Work»
16. «Take Care»
17. «We Found Love» / «How Deep Is Your Love»
18. «Where Have You Been»
19. «Needed Me»
20. «Same Ol' Mistakes»
21. «Diamonds»
22. «FourFiveSeconds»
23. «Love on the Brain»
24. «Kiss It Better»

- Fuente:[9]

Notas
- El rapero canadiense Drake se reunió el 15 de marzo de 2016 con Rihanna en el AmericanAirlines Arena, donde interpretaron juntos la canción «Work».[10]
- «Pose» solo se interpreta en fechas puntuales.

## Fechas
| Fecha                    | Ciudad              | País                   | Recinto                      |
| Norteamérica             | Norteamérica        | Norteamérica           | Norteamérica                 |
| ------------------------ | ------------------- | ---------------------- | ---------------------------- |
| 12 de marzo de 2016      | Jacksonville        | Estados Unidos         | Jacksonville Veterans Arena  |
| 13 de marzo de 2016      | Tampa               | Estados Unidos         | Amalie Arena                 |
| 15 de marzo de 2016      | Miami               | Estados Unidos         | American Airilines Arena     |
| 18 de marzo de 2016      | Nashville           | Estados Unidos         | Bridgestone Arena            |
| 19 de marzo de 2016      | Cincinnati          | Estados Unidos         | U.S. Bank Arena              |
| 20 de marzo de 2016      | Charlotte           | Estados Unidos         | Spectrum Center              |
| 22 de marzo de 2016      | Washington D. C.    | Estados Unidos         | Verizon Center               |
| 23 de marzo de 2016      | Búffalo             | Estados Unidos         | First Niagara Center         |
| 24 de marzo de 2016      | Auburn Hills        | Estados Unidos         | The Palace of Auburn Hills   |
| 26 de marzo de 2016      | Hartford            | Estados Unidos         | XL Center                    |
| 27 de marzo de 2016      | Brooklyn            | Estados Unidos         | Barclays Center              |
| 30 de marzo de 2016      | Brooklyn            | Estados Unidos         | Barclays Center              |
| 2 de abril de 2016       | Newark              | Estados Unidos         | Prudential Center            |
| 3 de abril de 2016       | Filadelfia          | Estados Unidos         | Wells Fargo Center           |
| 5 de abril de 2016       | Quebec              | Canadá                 | Videotron Centre             |
| 6 de abril de 2016       | Montreal            | Canadá                 | Centre Bell                  |
| 7 de abril de 2016       | Montreal            | Canadá                 | Centre Bell                  |
| 9 de abril de 2016       | Baltimore           | Estados Unidos         | Royal Farms Arena            |
| 10 de abril de 2016      | Boston              | Estados Unidos         | TD Garden                    |
| 13 de abril de 2016      | Toronto             | Canadá                 | Air Canada Centre            |
| 14 de abril de 2016      | Toronto             | Canadá                 | Air Canada Centre            |
| 15 de abril de 2016      | Chicago             | Estados Unidos         | United Center                |
| 18 de abril de 2016      | Winnipeg            | Canadá                 | MTS Centre                   |
| 20 de abril de 2016      | Edmonton            | Canadá                 | Rexall Place                 |
| 21 de abril de 2016      | Calgary             | Canadá                 | Scotiabank Saddledome        |
| 23 de abril de 2016      | Vancouver           | Canadá                 | Rogers Arena                 |
| 24 de abril de 2016      | Seattle             | Estados Unidos         | KeyArena                     |
| 27 de abril de 2016      | Salt Lake City      | Estados Unidos         | Vivint Smart Home Arena      |
| 29 de abril de 2016      | Las Vegas           | Estados Unidos         | Mandalay Bay Events Center   |
| 30 de abril de 2016      | Las Vegas           | Estados Unidos         | Mandalay Bay Events Center   |
| 1 de mayo de 2016        | Phoneix             | Estados Unidos         | Talking Stick Resort Arena   |
| 3 de mayo de 2016        | Inglewood           | Estados Unidos         | The Forum                    |
| 4 de mayo de 2016        | Inglewood           | Estados Unidos         | The Forum                    |
| 6 de mayo de 2016        | San José            | Estados Unidos         | SAP Center                   |
| 7 de mayo de 2016        | Oakland             | Estados Unidos         | Oracle Arena                 |
| 9 de mayo de 2016        | San Diego           | Estados Unidos         | Viejas Arena                 |
| 13 de mayo de 2016       | Dallas              | Estados Unidos         | American Airlines Center     |
| 14 de mayo de 2016       | Austin              | Estados Unidos         | Frank Erwin Center           |
| 15 de mayo de 2016       | Houston             | Estados Unidos         | Toyota Center                |
| 17 de mayo de 2016       | Nueva Orleans       | Estados Unidos         | Smoothie King Center         |
| 18 de mayo de 2016       | Atlanta             | Estados Unidos         | Philips Arena                |
| Europa                   |                     |                        |                              |
| 17 de junio de 2016      | Ámsterdam           | Países Bajos           | Amsterdam Arena              |
| 21 de junio de 2016      | Dublín              | Irlanda                | Estadio Aviva                |
| 24 de junio de 2016      | Londres             | Reino Unido            | Estadio de Wembley           |
| 25 de junio de 2016      | Coventry            | Reino Unido            | Ricoh Arena                  |
| 27 de junio de 2016      | Glasgow             | Reino Unido            | Hampden Park                 |
| 29 de junio de 2016      | Mánchester          | Reino Unido            | Emirates Old Trafford        |
| 2 de julio de 2016       | Oslo                | Noruega                | Telenor Arena                |
| 4 de julio de 2016       | Estocolmo           | Suecia                 | Tele2 Arena                  |
| 7 de julio de 2016       | Copenhague          | Dinamarca              | Isla de Refshaleøen          |
| 9 de julio de 2016       | Hamburgo            | Alemania               | Volksparkstadion             |
| 11 de julio de 2016      | Turín               | Italia                 | Pala Alpitour                |
| 13 de julio de 2016      | Milán               | Italia                 | San Siro                     |
| 17 de julio de 2016      | Frankfurt           | Alemania               | Commerzbank-Arena            |
| 19 de julio de 2016      | Lyon                | Francia                | Parc Olympique Lyonnais      |
| 21 de julio de 2016      | Barcelona           | España                 | Palau Sant Jordi             |
| 23 de julio de 2016      | Lille               | Francia                | Estadio Pierre-Mauroy        |
| 26 de julio de 2016      | Praga               | República Checa        | O2 Arena                     |
| 28 de julio de 2016      | Colonia             | Alemania               | RheinEnergieStadion          |
| 30 de julio de 2016      | París               | Francia                | Stade de France              |
| 2 de agosto de 2016      | Malmö               | Suecia                 | Malmö Arena                  |
| 3 de agosto de 2016      | Skanderborg         | Dinamarca              | Festival Grounds             |
| 5 de agosto de 2016      | Varsovia            | Polonia                | Estadio Nacional de Varsovia |
| 7 de agosto de 2016      | Múnich              | Alemania               | Estadio Olímpico de Múnich   |
| 9 de agosto de 2016      | Viena               | Austria                | Wiener Stadthalle            |
| 11 de agosto de 2016     | Budapest            | Hungría                | Isla de Hajógyári            |
| 12 de agosto de 2016     | Zúrich              | Suiza                  | Letzigrund                   |
| 14 de agosto de 2016     | Bucarest            | Rumania                | Piața Constituției           |
| 16 de agosto de 2016     | Berlín              | Alemania               | Mercedes Benz Arena          |
| 18 de agosto de 2016     | Hasselt             | Bélgica                | Pukkelpop                    |
| 20 de agosto de 2016     | Weston-under-Lizard | Reino Unido            | Weston Park                  |
| 21 de agosto de 2016     | Chelmsford          | Reino Unido            | Hylands Park                 |
| Norteamérica             |                     |                        |                              |
| 3 de septiembre de 2016  | Filadelfia          | Estados Unidos         | Benjamin Franklin Parkway    |
| 24 de septiembre de 2016 | Nueva York          | Estados Unidos         | Central Park                 |
| Asia                     |                     |                        |                              |
| 27 de noviembre de 2016  | Abu Dhabi           | Emiratos Árabes Unidos | du Arena                     |

### Conciertos cancelados, reprogramados y/o trasladados
| Fecha                 | Ciudad, País                  | Lugar                      | Motivo |
| --------------------- | ----------------------------- | -------------------------- | --- |
| 26 de febrero de 2016 | San Diego, Estados Unidos     | Viejas Arena               | Reprogramado para el 9 de mayo debido a "retrasos en la producción".                                      |
| 28 de febrero de 2016 | San José, Estados Unidos      | SAP Center                 | Reprogramado para el 6 de mayo debido a "retrasos en la producción".                                      |
| 1 de marzo de 2016    | Phoneix, Estados Unidos       | Talking Stick Resort Arena | Reprogramado para el 1 de mayo debido a "retrasos en la producción".                                      |
| 4 de marzo de 2016    | Austin, Estados Unidos        | Frank Erwin Center         | Reprogramado para el 14 de mayo debido a "retrasos en la producción".                                     |
| 5 de marzo de 2016    | Houston, Estados Unidos       | Toyota Center              | Reprogramado para el 15 de mayo debido a "retrasos en la producción".                                     |
| 8 de marzo de 2016    | Nueva Orleans, Estados Unidos | Smoothie King Center       | Reprogramado para el 17 de mayo debido a "retrasos en la producción".                                     |
| 9 de marzo de 2016    | Atlanta, Estados Unidos       | Philips Arena              | Reprogramado para el 18 de mayo debido a "retrasos en la producción".                                     |
| 11 de junio de 2016   | Ámsterdam, Países Bajos       | Amsterdam Arena            | Reprogramado para el 17 de junio debido a "razones logísticas".                                           |
| 14 de junio de 2016   | Coventry, Reino Unido         | Ricoh Arena                | Reprogramado para el 25 de junio debido a "razones logísticas".                                           |
| 17 de junio de 2016   | Cardiff, Reino Unido          | Principality Stadium       | Cancelado debido a decisiones médicas.                                                                    |
| 18 de junio de 2016   | Sunderland, Reino Unido       | Stadium of Light           | Cancelado debido a decisiones médicas.                                                                    |
| 15 de julio de 2016   | Niza, Francia                 | Allianz Riviera            | Atentado de Niza.                                                                                         |
| 25 de julio de 2016   | Praga, República Checa        | Eden Arena                 | Trasladado al O2 Arena y reprogramado para el 26 de julio debido a la baja venta de entradas.             |
| 2 de agosto de 2016   | Berlín, Alemania              | Estadio Olímpico de Berlín | Trasladado al Mercedes Benz Arena y reprogramado para el 16 de agosto debido a la baja venta de entradas. |
| 10 de agosto de 2016  | Viena, Austria                | Estadio Ernst Happel       | Trasladado al Wiener Stadthalle y reprogramado para el 9 de agosto debido a la baja venta de entradas.    |

### Recaudaciones
| Recinto                     | Ciudad           | Entradas vendidas/disponibles | Recaudación |
| --------------------------- | ---------------- | ----------------------------- | ----------- |
| Jacksonville Veterans Arena | Jacksonville     | 9,916 / 11,253                | $780,516    |
| Amelie Arena                | Tampa            | 10,079 / 12,905               | $773,994    |
| American Airlines Arena     | Miami            | 11,792 / 12,301               | $1,196,069  |
| Bridgestone Arena           | Nashville        | 14,254 / 15,287               | $990,047    |
| U.S. Bank Arena             | Cincinnati       | 10,773 / 11,089               | $890,872    |
| Spectrum Center             | Charlotte        | 12,411 / 14,174               | $848,212    |
| Verizon Center              | Washington D. C. | 12,713 / 13,287               | $1,239,808  |
| First Niagara Center        | Búffalo          | 10,388 / 13,215               | $944,183    |
| The Palace                  | Auburn Hills     | 10,748 / 12,482               | $944,183    |
| XL Center                   | Hartford         | 9,962 / 11,104                | $753,354    |
| Barclays Center             | Brooklyn         | 26,100 / 28,010               | $2,906,512  |
| Prudential Center           | Newark           | 12,992 / 12,992               | $1,471,474  |
| Wells Fargo Center          | Filadelfia       | 12,934 / 13,361               | $1,152,596  |
| Bell Centre                 | Montreal         | 20,737 / 22,296               | $1,432,620  |
| Royal Farms Arena           | Baltimore        | 11,356 / 11,356               | $938,768    |
| TD Garden                   | Boston           | 12,295 / 12,589               | $1,180,615  |
| Air Canada Centre           | Toronto          | 26,287 / 26,287               | $2,120,090  |
| United Center               | Chicago          | 13,515 / 19,625               | $1,330,995  |
| Rexall Place                | Edmonton         | 10,200 / 10,835               | $730,774    |
| Rogers Arena                | Vancouver        | 14,220 / 14,220               | $1,080,064  |
| KeyArena                    | Seattle          | 9,641 / 10,620                | $900,660    |
| Mandalay Bay Events Center  | Las Vegas        | 16,220 / 16,419               | $1,673,817  |
| Talking Stick Resort Arena  | Phoneix          | 9,503 / 11,692                | $833,279    |
| The Forum                   | Inglewood        | 25,111 / 25,111               | $2,488,465  |
| SAP Center                  | San José         | 10,285 / 11,392               | $1,050,724  |
| Oracle Arena                | Oakland          | 10,494 / 11,859               | $1,087,119  |
| Viejas Arena                | San Diego        | 8,461 / 10,304                | $812,817    |
| American Airlines Center    | Dallas           | 13,257 / 13,257               | $1,136,742  |
| Frank Erwin Center          | Austin           | 10,422 / 10,422               | $917,707    |
| Toyota Center               | Houston          | 10,427 / 11,105               | $1,136,742  |
| Smoothie King Center        | Nueva Orleans    | 10,247 / 12,088               | $829,499    |
| Philips Arena               | Atlanta          | 14,397 / 14.397               | $1,249,535  |
| Amsterdam Arena             | Ámsterdam        | 50,513 / 50,932               | $3,525,469  |
| Estadio Aviva               | Dublín           | 29,017 / 30,000               | $2,718,888  |
| Hampden Park                | Glasgow          | 22,496 / 23,058               | $1,874,229  |
| Tele2 Arena                 | Estocolmo        | 34,956 / 35,987               | $2,543,042  |
| Palau Sant Jordi            | Barcelona        | 17,083 / 17,268               | $1,502,245  |
| Mercedes Benz Arena         | Berlín           | 13,480 / 13.480               | $973,632    |